# Edgar Street
Edgar Street stadion piłkarski położony w mieście Hereford w  Wielkiej Brytanii. Oddany został do użytku pod koniec XIX w. (dokładna data nie jest znana). Swoje mecze na tym obiekcie rozgrywał zespół Hereford United F.C., jego pojemność wynosi 7 100 miejsc (w tym 2 761 siedących). Obecnie na stadionie gra Hereford FC.